# Regional Preferente de Extremadura
A Regional Preferente de Extremadura constitui a quinta divisão do campeonato Espanhol de Futebol na comunidade autónoma de Extremadura. A liga consiste em três grupos de 16 equipes. Os 4 primeiros de cada grupo se classificam para uma fase eliminatória, disputando o ascenso para a Tercera División, enquanto o último colocado de cada grupo, além dos perdedores de uma eliminatória entre o 14º e o 15º de cada grupo são rebaixados para a Primeira Regional de Extremadura.